# Martín Herrera
Martín Horacio Herrera (né le 13 septembre 1970 à Río Cuarto en Argentine) est un joueur de football argentin, qui évoluait au poste de gardien de but.

## Palmarès
| Saison        | Club        | Titre                           |
| ------------- | ----------- | ------------------------------- |
| 1995          | Atlanta     | Primera B Metropolitana (D3)    |
| Apertura 2006 | Estudiantes | Primera División Argentina (D1) |